# Tornedalen

Die Flagge Tornedalens wurde als ein grenzüberschreitendes Symbol der Region erstmals 2007 offiziell gehisst

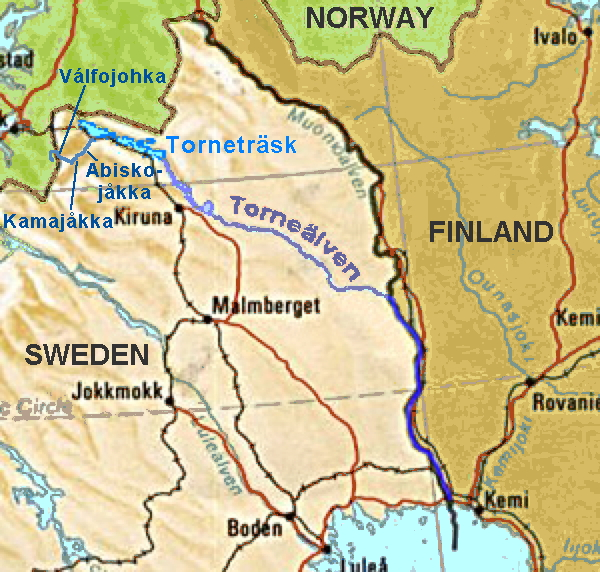
Karte der Region

Tornedalen (schwedisch, finnisch Tornionlaakso) ist eine Europaregion im Tal des Flusses Torne älv. Es liegt nördlich des Bottnischen Meerbusens im Grenzgebiet von Schweden und Finnland. Die Kulturregion ist durch Mehrsprachigkeit gekennzeichnet und hat trotz der Zugehörigkeit zu zwei Staaten eine gemeinsame Geschichte.

## Geschichte
Das ganze Tal war ursprünglich ein Teil der historischen schwedischen Provinzen Lappland und Norrbotten, bis das östliche Ufer zusammen mit Finnland 1809 russisches Gebiet wurde. Viele Orte der Region hatten Wohngebiete auf beiden Seiten des Flusses und wurden geteilt. Dennoch tragen einige Siedlungen heute noch einen gemeinsamen Namen.

## Sprachen
In den Siedlungen werden die Sprachen Finnisch, Schwedisch, Nordsamisch und Meänkieli gesprochen, die hier offiziellen Status haben. Im schwedischen Teil hat jede ansässige Person das Recht, mit öffentlichen Einrichtungen in diesen Sprachen zu kommunizieren.

## Städte
- Haparanda (Schweden)
- Tornio (Finnland)